# محمود أبو الوفا
محمود محمد مصطفى أبو الوفا الشريف (1318 هـ - 1400 هـ / 1900 - 1979م)، شاعر مصري معاصر، ولد في قرية الديرس بمركز أجا محافظة الدقهلية، عاش في مصر وفرنسا وتوفي في القاهرة.
توفي والده وهو طفل صغير، وبعدها بسنوات كسرت ساقه وهو يلعب الكره مع أقرانه، ونظرا للجهل المتفشي وعدم مقدره أمه على الذهاب به إلى طبيب أو مستشفى مع عدم تقدير الموقف حق تقديره فقد وضعوا على قدمه بعض العجائن المسماة في الريف (لبخة) أملا في شفائها إلا أن ذلك أدى إلى حدوث غرغرينا في القدم مما استدعى بترها، وهو في سن العاشرة، ولقد كانت تلك الإصابة سببا مباشرا في تأخر شهرته، بالرغم من جودة أعماله الشعرية، ففي عام 1927 يشارك الشاعر في مسابقة أقيمت لتكريم أمير الشعراء أحمد شوقي، وهو يقول فيها:
وخالد الشعر سوف يبقى مرايا تجتلى في صفائها الأشياء
يا أمير البيان إن بياني فيك أعشت عبرته الأضواء 
وتختار اللجنة التي كان من أعضائها شاعر النيل حافظ إبراهيم، وشاعر القطرين خليل مطران هذه القصيدة ليلقيها الشاعر في حفلة التكريم الرسمية، إلا أن شوقي يرفضه بسببب جلبابه البلدي وعكازته.
حفظ القرآن الكريم وتلقّى تعليمه الأولي في كُتّاب قريته، وكان صاحب كرامه وعزه نفس منذ سنواته الأولى، فلم يستطع أن يمشي في القرية بين أقرانه وقدمه مبتورة، فترك القرية دون أن يعلم أحد وهو في الحادية عشرة أو الثانية عشرة من عمره ونزح إلى دمياط وبالذات منطقه رأس البر وعمل في المقاهي هناك فكان حاله مثار عطف وشفقة أصحاب المقاهي فكان يجلس على «البنك» لتحصيل الحساب. وفي دمياط التحق بمعهدها الديني لكنه فُصل منه بعد ثلاث سنوات بسبب ما ينظمه من شعر له فلسفة خاصة.
ترك دمياط ونزح إلى القاهرة وهو في عمر أقل من عشرون عاما، وشارك قهوجي بلدي على مقهى في شارع عبد الخالق ثروت، فكان له نصف المقهى، وقد حوله إلى صالون أدبي وملتقى ثقافي. كان قد قصد القاهرة لإتمام دراسته بالأزهر لكنه انشغل بأحواله المعيشية ولم يتمها. كان يتكسب قوت يومه بالتنقل بين عدة مهن صغيرة منها: بائع فول مدمس، عامل في مقهى، بائع سجائر، وسيط أراض زراعية، كما عمل متعهدًا لإقامة الحفلات مدة من حياته، حتى استقرت أحواله بالانضمام إلى أسرة تحرير مجلة المقطتف، حيث تتيح له مجلة المقتطف عام 1930، فرصة نشر قصيدته «الإيمان»، وسرعان ما تتناقل خمس مجلات كبار قصيدة الإيمان، مما ُيعد نصرا صحفيا للمقتطف، دعا الدكتور فؤاد صروف – رئيس التحرير وقتئذ – إلى دعوة أبو الوفا للانضمام لأسرة تحرير المجلة، حيث عُهد إليه بتحرير باب «مكتبة المقتطف». تقيم له رابطة الأدب الجديد حفل تكريم، يجده أمير الشعراء فرصة للتكفير عما أقترفه في حق أبوالوفا، يوم أن طرده من حفل تكريمه، ويرسل أمير الشعراء لجريدة الأهرام قصيدة في تكريم أبو الوفا، يشيد ببراعته الشعرية وأنه رغم سيره على عكاز تقيد خطواته، فإن صاحب خيال متحرر، يطوى البلاد وينتشر في جميع الأفاق، ويبدى إعجابه بجمال بيان الشاعر وهو بحالته هذه (مقيد الخُطا)، فكيف إذا أسترد ساقه وتمكن من التنقل بحرية أكثر؟ ويرى أن الأطباء لو يستسيغون لما في أشعاره من حلاوة، لصنعوا له بدلا من الساق المفقودة جناحا يطير به، ونشرت القصيدة كاملة في الأهرام في 21 فبراير عام 1932، وكان منها الأبيات التالية:
البلبل الغرد الذي هـز الربى وشجى الغصون...وحرك الأوراقا
خلف البهاء على القريض وكأسه تسقى بعذب نسيبه العشاقا
في القيد ممتنع الخطا وخياله يطوي البلاد وينشر الآفاقا
سباق غايات البيان جرى بلا ساق فكيف إذا إسترد الساقا
لو يطعم الطب الصناع بيانهأ ولو يسيغ – لما يقول – مذاقا
غالى بقيمته فلم يصنع له إلا الجناح محلقا خفاقا
وتبدأ صفحة جديدة من حياة أبو الوفا، فيسافر إلى باريس في يونيو 1932، ليعود منها في بدلة إفرنجية وجهاز صناعى بدلا من جلبابه البلدي وعكازه الخشبي، وفي نفس العام يُصدر مجموعته الشعرية «أنفاس محترقة»، وتفتح له المجلات والصحف صدرها وتتسابق إلى نشر ما يقول، ويغني له الموسيقار محمد عبد الوهاب قصيدة «عندما يأتي المساء»، وتطلب منه وزارة المعارف إستكمال ما كتبه أمير الشعراء من شعر للأطفال (وكان أمير الشعراء قد تُوفي)، فيستجيب أبو الوفا لهذا الطلب بمجموعة شعرية، قررت الوزارة تدريسها ما يقرب من ربع قرن، ضمن المجموعة التي عرفت باسم «المحفوظات المختارة». ثم عمل مذيعًا بالإذاعة المصرية.
كان عضوًا في بعض الأحزاب السياسية، وكذا في عدة جماعات أدبية منها: رابطة الأدب الجديد التي أنشأها أحمد زكي أبو شادي عام 191، وجماعة أبولو الشعرية التي أنشئت عام 1932، حيث كان عضوًا في مجلس إدارتها وفي اللجنة التنظيمية لها. نشط في العمل السياسي فشارك في ثورة 1919 شاعرًا ومثقفًا. يعد من الشعراء المجددين والمؤثرين في الثقافة المعاصرة.

## الإنتاج الشعري
له عدة دواوين ومجموعات شعرية مطبوعة منها: 
- الحرية، 1919،
- جمال المرأة في القصيدة اليتيمة، 1922،
- «أنفاس محترقة» - دار الهلال - القاهرة 1932،
- «أعشاب» - مطبعة الإخاء - القاهرة 1933،
- «أشواق»، 1941،
- «عنوان النشيد» ويضم مطولة في 351 بيتًا - القاهرة 1952،
- «شعري» - دار المعارف - القاهرة 1962،
- «أشعاري في الحب»، 1981م، نشرت بعد وفاته
- مجموعتان من الأناشيد هما: أناشيد دينية، القاهرة، 1937، وأناشيد وطنية، القاهرة، 1939،

جمعت أعماله الشعرية وضمنت كتاب «محمود أبوالوفا، دواوين شعره ودراسات بأقلام معاصريه» - الهيئة المصرية العامة للكتاب - القاهرة 1977، وله عدد كبير من القصائد المنشورة في مجلة الرسالة وأبولو والثقافة وجريدة الأهرام.

## الأعمال الأخرى
له منظومة في النفس بعنوان «إنسان الفصل الخامس» - مطبعة مصر - القاهرة 1957، وحقّق الجزء الثاني من ديوان «الهذليين» والجزء الثالث من الشوقيات.
نظم على الموزون المقفى، ونوّع في قوافيه وأبنيته فقارب الموشحة والأغنية في بعض منها، وأعطى اهتمامًا واضحًا للموسيقى الداخلية، فتنوعت إيقاعاته، 
واكتسبت معانيه قدرًا من الحيوية والكثافة الشعرية، تتسم قصائده بنزعة إنسانية وميل إلى المناجاة والتأمل والتحليل، وإلى النزعة الفلسفية والنزعة الدينية. لغته سلسة وخياله خصب متجدد فيه إفادة من مظاهر الطبيعة على نحو ما نجد في قصيدة «عندما يأتي المساء»، وتخيم مسحة من الأسى والحزن على مجمل معانيه.

## التكريم والوفاة
يتذكر أولو الأريحية الشاعر أبو الوفا عام 1967، فيقلده الرئيس جمال عبد الناصر وسام العلوم والفنون من الدرجة الأولى، ثم يمنحه الرئيس محمد أنور السادات عام 1977 جائزة الجدارة في الفنون، وتلبي محافظة القاهرة أمله في الحصول على شقة بها تليفون في الإسكان المتوسط المتميز، فينقل من حي العمري (باب الخلق) إلى مدينة نصر عام 1978، بالإضافة إلى جائزة أكاديمية الفنون، وقيمتها ألف جنيه، فإن الشاعر البائس الذي كان فقد نور عينيه أيضا، أقام في الشقة أياما، ومات قبل أن يتسلم الألف جنيه حيث يلبي نداء ربه في 26 يناير 1979، فيدفن حيث تمنى في بلدته الديرس، في مقام جده العارف بالله سيدي أبو الوفا الشريف.